# 충청북도의회
충청북도의회는 대한민국 충청북도에 제출된 의견이나 법안을 처리하기 위해 설치된 의회이다.

## 조직

### 의장단
- 의장
- 부의장 2명

### 위원회
상임위원회
- 의회운영위원회
- 정책복지위원회
- 행정문화위원회
- 산업경제위원회
- 건설환경소방위원회
- 교육위원회

특별위원회
- 예산결산특별위원회
- 윤리특별위원회
- 2027하계세계대학경기대회지원특별위원회

### 사무기구
사무처
- 총무담당관실[2]
- 의사입법담당관실[2]
- 홍보담당관실[2]
- 전문위원실

## 역대 충청북도의회의원 선거 결과

### 제1대 충청북도의회
1952년 5월 10일에 실시된 1952년 대한민국 지방 선거를 통해 28명의 제1대 충청북도의원이 선출되었다. 
| 정당 | 정당               | 합계 |
| ---- | ------------------ | ---- |
|      | 자유당             | 18   |
|      | 대한독립촉성국민회 | 2    |
|      | 대한청년단         | 1    |
|      | 무소속             | 7    |

### 제2대 충청북도의회
1956년 8월 13일에 실시된 1956년 대한민국 지방 선거를 통해 30명의 제2대 충청북도의원이 선출되었다. 
| 정당 | 정당   | 합계 |
| ---- | ------ | ---- |
|      | 자유당 | 29   |
|      | 무소속 | 1    |

### 제3대 충청북도의회
1960년 12월 12일에 실시된 1960년 대한민국 지방 선거를 통해 26명의 제3대 충청북도의원이 선출되었다.
| 정당 | 정당   | 합계 |
| ---- | ------ | ---- |
|      | 민주당 | 9    |
|      | 신민당 | 3    |
|      | 무소속 | 14   |

### 제4대 충청북도의회
1991년 6월 20일에 실시된 1991년 대한민국 지방 선거를 통해 38명의 제4대 충청북도의원이 선출되었다. 
| 정당 | 정당       | 합계 |
| ---- | ---------- | ---- |
|      | 민주자유당 | 31   |
|      | 민주당     | 2    |
|      | 무소속     | 5    |

### 제5대 충청북도의회
1995년 6월 27일에 실시된 제1회 전국동시지방선거를 통해 40명의 제5대 충청북도의원이 선출되었다. 본 선거를 통해 지역구 의원 36명과 비례대표 의원 4명이 선출되었다.
| 정당 | 정당         | 지역구 | 비례대표 | 합계 |
| ---- | ------------ | ------ | -------- | ---- |
|      | 민주자유당   | 12     | 2        | 14   |
|      | 민주당       | 10     | 1        | 11   |
|      | 자유민주연합 | 4      | 1        | 5    |
|      | 무소속       | 10     | -        | 10   |

|  | 35.9% |

|  | 22.6% |

|  | 13.4% |

|  | 28.1% |

### 제6대 충청북도의회
1998년 6월 4일에 실시된 제2회 전국동시지방선거를 통해 27명의 제6대 충청북도의원이 선출되었다. 본 선거를 통해 지역구 의원 24명과 비례대표 의원 3명이 선출되었다.
| 정당 | 정당           | 지역구 | 비례대표 | 합계 |
| ---- | -------------- | ------ | -------- | ---- |
|      | 자유민주연합   | 17     | 2        | 19   |
|      | 새정치국민회의 | 3      | 1        | 4    |
|      | 무소속         | 4      | -        | 4    |

|  | 5.9% |

|  | 30.3% |

|  | 46.9% |

|  | 0.8% |

|  | 16.2% |

### 제7대 충청북도의회
2002년 6월 13일에 실시된 제3회 전국동시지방선거를 통해 27명의 제7대 충청북도의원이 선출되었다. 본 선거를 통해 지역구 의원 24명과 비례대표 의원 3명이 선출되었다.
| 정당 | 정당         | 지역구 | 비례대표 | 합계 |
| ---- | ------------ | ------ | -------- | ---- |
|      | 한나라당     | 19     | 2        | 21   |
|      | 자유민주연합 | 2      | 1        | 3    |
|      | 새천년민주당 | 1      | 0        | 1    |
|      | 무소속       | 2      | -        | 2    |

|  | 51.34% |

|  | 22.19% |

|  | 16.16% |

|  | 7.33% |

|  | 2.95% |

### 제8대 충청북도의회
2006년 5월 31일에 실시된 제4회 전국동시지방선거를 통해 31명의 제8대 충청북도의원이 선출되었다. 본 선거를 통해 지역구 의원 28명과 비례대표 의원 3명이 선출되었다.
| 정당 | 정당       | 지역구 | 비례대표 | 합계 |
| ---- | ---------- | ------ | -------- | ---- |
|      | 한나라당   | 25     | 2        | 27   |
|      | 열린우리당 | 1      | 1        | 2    |
|      | 무소속     | 2      | -        | 2    |

|  | 54.14% |

|  | 29.34% |

|  | 12.37% |

|  | 4.13% |

### 제9대 충청북도의회
2010년 6월 2일에 실시된 제5회 전국동시지방선거를 통해 35명의 제9대 충청북도의원이 선출되었다. 본 선거를 통해 지역구 의원 28명과 비례대표 의원 3명, 교육의원 4명이 선출되었다.
| 정당 | 정당       | 지역구 | 비례대표 | 합계 |
| ---- | ---------- | ------ | -------- | ---- |
|      | 민주당     | 20     | 2        | 22   |
|      | 한나라당   | 3      | 1        | 4    |
|      | 자유선진당 | 4      | 0        | 4    |
|      | 민주노동당 | 1      | 0        | 1    |
|      | 교육의원   | -      | -        | 4    |

|  | 45.29% |

|  | 33.98% |

|  | 7.85% |

|  | 4.22% |

|  | 3.61% |

|  | 2.86% |

|  | 1.52% |

|  | 0.63% |

### 제10대 충청북도의회
2014년 6월 4일에 실시된 제6회 전국동시지방선거를 통해 31명의 제10대 충청북도의원이 선출되었다. 본 선거를 통해 지역구 의원 28명과 비례대표 의원 3명이 선출되었다.
| 정당 | 정당           | 지역구 | 비례대표 | 합계 |
| ---- | -------------- | ------ | -------- | ---- |
|      | 새누리당       | 19     | 2        | 21   |
|      | 새정치민주연합 | 9      | 1        | 10   |

|  | 53.44% |

|  | 38.98% |

|  | 3.18% |

|  | 2.37% |

|  | 1.08% |

|  | 0.91% |

### 제11대 충청북도의회
2018년 6월 13일에 실시된 제7회 전국동시지방선거를 통해 32명의 제11대 충청북도의원이 선출되었다. 본 선거를 통해 지역구 의원 29명과 비례대표 의원 3명이 선출되었다.
| 정당 | 정당         | 지역구 | 비례대표 | 합계 |
| ---- | ------------ | ------ | -------- | ---- |
|      | 더불어민주당 | 26     | 2        | 28   |
|      | 자유한국당   | 3      | 1        | 4    |

|  | 51.06% |

|  | 31.17% |

|  | 8.26% |

|  | 6.71% |

|  | 0.66% |

|  | 0.58% |

|  | 0.54% |

|  | 0.50% |

|  | 0.49% |

### 제12대 충청북도의회
2022년 6월 1일에 실시된 제8회 전국동시지방선거를 통해 35명의 제12대 충청북도의원이 선출되었다. 본 선거를 통해 지역구 의원 31명과 비례대표 의원 4명이 선출되었다.
| 정당 | 정당         | 지역구 | 비례대표 | 합계 |
| ---- | ------------ | ------ | -------- | ---- |
|      | 국민의힘     | 26     | 2        | 28   |
|      | 더불어민주당 | 5      | 2        | 7    |

|  | 55.86% |

|  | 39.19% |

|  | 3.76% |

|  | 0.64% |

|  | 0.53% |

## 정당별 의석 수
| ↓            |          |  |
| 8            | 27       |  |
| 더불어민주당 | 국민의힘 |  |

### 교섭단체
충청북도의회는 5석 이상의 의석을 확보한 정당, 또는 교섭단체에 속하지 않은 5명의 의원이 교섭단체를 구성할 수 있다.

## 같이 보기
- 충청북도의회의원 목록
- 충청북도청